# 46-й отдельный мотоциклетный полк
46-й отдельный мотоциклетный полк — воинская часть вооружённых сил СССР в Великой Отечественной войне.

## История
Полк сформирован в Москве в августе 1941 года, 4-х ротного состава, численностью около 1,5 тысячи человек, практически все коммунисты и комсомольцы.
В составе действующей армии с 10 сентября 1941 года по 27 апреля 1942 года.
Поступил в состав Северо-Западного фронта, дислоцировался западнее Валдая. С 13 октября 1941 года полк был сосредоточен в Валдае. С 14 октября 1941 года, войдя в состав группы генерала Ватутина вместе с 8-й танковой бригадой совершает двухсоткилометровый марш, получив приказ сосредоточиться в районе Старое (южнее Вышнего Волочка) и быть готовыми действовать в направлении Торжок — Калинин. Двигался в передовом отряде группы, будучи усиленным лёгкими танками. Прибыл в район деревни Думаново юго-западнее Торжка, подошёл к деревне Каликино в шести километрах северо-западнее Калинина и вступил во встречный бой, основными силами 15 октября 1941 года. В течение четырёх часов отражает попытку врага прорваться на Торжок, затем занимает оборону на южной окраине Дорошихи.
Полк был придан 133-й стрелковой дивизии и в ходе предпринятого 18 октября 1941 года наступления полк при поддержке танков, несмотря на сильное авиационное воздействие, ворвался на северо-западную окраину Заволжья. Однако противник контратакой отбросил силы полка и к исходу дня полк, частично рассеянный, закрепился на рубеже мост через ручей Межурка — Николо-Малица — 600 метров северо-западнее Горбатого моста — южная окраина Дорошихи. 19 и 20 октября 1941 года отражает 129-й пехотной дивизии из Калинина. Последнюю декаду октября 1941 года продолжает вести бои на окраинах Калинина, в районе улицы Осипенко и химзавода.28 октября погиб в бою первый командир полка майор Федорченко Владимир Михайлович ,который был похоронен 29 октября на станции Дорошиха.
На 15 ноября 1941 вместе с 8-й танковой бригадой обороняет рубеж шириной в 24 километра, южнее Московского моря по восточному берегу реки Ламы от Дорино до Силанучье, своим правым флангом прикрывая шоссе Дорино, Козлово, Ново-Завидовский, ведёт ожесточённые бои с возобновившими наступление немецкими войсками. На участке полка 6-я танковая дивизия прорвала оборону полка. Полк с боями отходит восточнее, несёт большие потери. 18 ноября 1941 года направлен в помощь 18-й кавалерийской дивизии для ликвидации прорыва вражеских войск в количестве 55 танков при поддержке пехоты в 6 километрах западнее Спас-Заулка и вывода дивизии из окружения. Полк полностью справился с задачей. На 21 ноября 1941 года ведёт бои северо-восточнее Ново-Завидовского, на рубеже Терехово, Первомайск, Рябинка и южнее этих населённых пунктов. К 23 ноября 1941 года был выведен в резерв и сосредоточен в Филимонове в 7 километрах юго-восточнее Конаково.Полк в дальнейшем часто привлекался как подвижный резерв командарма или командующего фронтом в зависимости от подчинения в операциях по выводу окружённых частей и ликвидации прорывов противника.
С 13 декабря 1941 года, вместе с 8-й и 21-й танковыми бригадами, 145-м отдельным танковым батальоном и 2-м мотострелковым полком вошёл в состав подвижной группы, в задачу которой ставилось перерезать шоссе на участке Клин — Высоковск и замкнуть кольцо окружения вокруг Клина. В ходе наступления полк двигался фронтом на Высоковск, 14 декабря 1941 года ведёт на редкость ожесточённые бои, отражая настойчивые атаки противника, в районе деревни Борисово на его малочисленные подразделения двинулись 16 немецких танков и батальон пехоты. Подразделения полка долго и упорно отстаивали свои позиции, но под натиском превосходящих сил противника вынуждены были оставить участок Клинского шоссе и отойти в лес севернее деревни Борисово. На помощь полку была направлена рота танков 8-й танковой бригады. В ходе ожесточённого боя удалось отбросить врага и восстановить положение. 150 воинов этой героической части погибли в боях за город Клин. Поднимая бойцов в атаку погиб смертью храбрых второй командир полка капитан Миленький Александр Михайлович( похоронен 2,5 км западнее д. Першутино 15 декабря), тяжело был ранен комиссар Гуцелюк Александр Фёдорович.
Затем полк наступает в общем направлении на Зубцов, в составе армии в ходе Ржевско-Вяземской операции вышел на подступы к Зубцову, 11 января штурмовал оборонительные рубежи у деревни Ягодино.
22 января в составе 30-й армии был переброшен северо-западнее Ржева для прорыва немецкой обороны и соединения с 29-й армией, попавшей в окружение,в ночь с 7 на 8 февраля подразделения полка взяли высоту Кокош с минимальными потерями(по данным ОБД погибли 5 человек),уничтожив полностью 2-ю роту полка СС «Дер Фюрер» (по воспоминаниям командира полка СС Отто Кумма - рукопашный бой на высоте продолжался 4 часа). В дальнейшем используя тактику ночных атак,участвовал в дальнейших боях по разгрому боевой группы "Кумм",оборонявшей левый берег р. Волги в районе деревень Клепенино, Новое Филькино и Петелино. 

Во время битвы под Москвой при лютом морозе отличился 46-й мотоциклетный полк. Это подразделение воевало на северо-западном направлении. Вместе с другими воинскими частями « сорок шестой » освобождал Волоколамск . Его бойцы участвовали и в разведке, и в боях совместно с лёгкими бронемашинами БА-64. Мотоциклисты проявляли чудеса отваги в схватках за каждый населённый пункт, оккупированный врагом. Немцы-то сидели в укрытиях, а нашим – приходилось под огнём противника мчаться по заснеженному бездорожью. Водителей мотоциклов выручила смекалка. Они двигались неплотным строем, а маневрировали, как бы метались, что мешало вести по ним прицельный огонь. К тому же сидевшие за их спинами автоматчики, а в колясках – пулемётчики, стреляли на ходу. Их поддерживали двигавшиеся в едином боевом порядке бронемашины БА-64.
По мере продвижения фронтов на запад, искусство ведения боя с участием мотоциклистов совершенствовалось. Они прикрывали фланги наступавшей пехоты, кавалерии, инженерных подразделений, участвовали в рейдах танковых соединений, врывались в образовавшиеся бреши обороны противника. Всё это мотоциклисты совершали с большим риском и отчаянной храбростью.
27 апреля 1942 года полк преобразован во 2-й отдельный гвардейский мотоциклетный полк. Вторую мировую войну полк закончил на Дальнем Востоке с наименованием 2-й отдельный гвардейский мотоциклетный Краснознамённый Ярцевский орденов Суворова и Александра Невского полк.

## Подчинение
| Дата            | Фронт (округ)            | Армия      | Корпус | Дивизия | Бригада | Примечания |
| --------------- | ------------------------ | ---------- | ------ | ------- | ------- | ---------- |
| 01.09.1941 года | Московский военный округ | -          | -      | -       | -       | -          |
| 01.10.1941 года | Северо-Западный фронт    | 34-я армия | -      | -       | -       | -          |
| 01.11.1941 года | Калининский фронт        | -          | -      | -       | -       | -          |
| 01.12.1941 года | Западный фронт           | 30-я армия | -      | -       | -       | -          |
| 01.01.1942 года | Калининский фронт        | 30-я армия | -      | -       | -       | -          |
| 01.02.1942 года | Калининский фронт        | 30-я армия | -      | -       | -       | -          |
| 01.03.1942 года | Калининский фронт        | 30-я армия | -      | -       | -       | -          |
| 01.04.1942 года | Калининский фронт        | 30-я армия | -      | -       | -       | -          |

## Командиры
- майор В. М. Федорченко(погиб)
- капитан А.М.Миленький (погиб)
- капитан М.Н.Полуботко
- подполковник Ф.Х.Полевой(погиб 17.01.45)